# إرنست هارت
إرنست هارت (بالإنجليزية: Ernest Hart)‏ (3 يناير 1902 - 21 يوليو 1954) هو لاعب كرة قدم بريطاني.

## روابط خارجية
- إرنست هارت على موقع قاعدة بيانات كرة القدم.إي يو (الإنجليزية)
- إرنست هارت على موقع ناشيونال فوتبول تيمز (الإنجليزية)